# Osmia calla
Osmia calla är en biart som beskrevs av Cockerell 1897. Osmia calla ingår i släktet murarbin, och familjen buksamlarbin. Inga underarter finns listade i Catalogue of Life.